# Motorsport.tv
Motorsport.tv ist ein Fernsehsender, der sich dem Motorsport widmet. Der Kanal ging am 1. September 1999 als Motors TV auf Sendung. Seit November 2016 befindet er sich im Besitz des amerikanischen Konzernes Motorsport Network. Der Sender wurde am 1. März 2017 in Folge des Besitzerwechsels in Motorsport.tv umbenannt.

## Empfang
Motorsport.tv ist in Deutschland über IPTV bei Magine zu empfangen. In der Schweiz und in Österreich kann der Sender bei regionalen und nationalen Anbietern zusätzlich zum Grundangebot abonniert werden. Die Ausstrahlung über Satellit auf Astra 19,2° Ost wurde am 30. September 2018 eingestellt.

## Programm
Motorsport.tv sendete ein 24-Stunden-Programm und berichtete über ein breites Spektrum des Motorsports (Auswahl):
- ADAC GT Masters
- Blancpain Endurance Series (live)
- European Le Mans Series (live)
- FIA-Langstrecken-Weltmeisterschaft (live)
- World Series Formel V8 3.5 (live)
- Motocross-Weltmeisterschaft (live)
- NASCAR Whelen Euro Series
- Porsche Supercup
- Rallye-Weltmeisterschaft und weitere nationale Meisterschaften
- Supercar Challenge
- TCR International Series (live)
- Toyota Racing Series
- V8 Supercars (zum Teil live)
- Inside Grand Prix (Magazin)
- Mobil 1 – The Grid (Magazin)
- Dokumentationen

Für die deutschsprachigen Zuschauer kommentiert unter anderen Stefan Heinrich.